# Hudi Konec
Hudi Konec este o localitate din comuna Ribnica, Slovenia, cu o populație de 35 de locuitori.